# Mulden von Maïné-Soroa

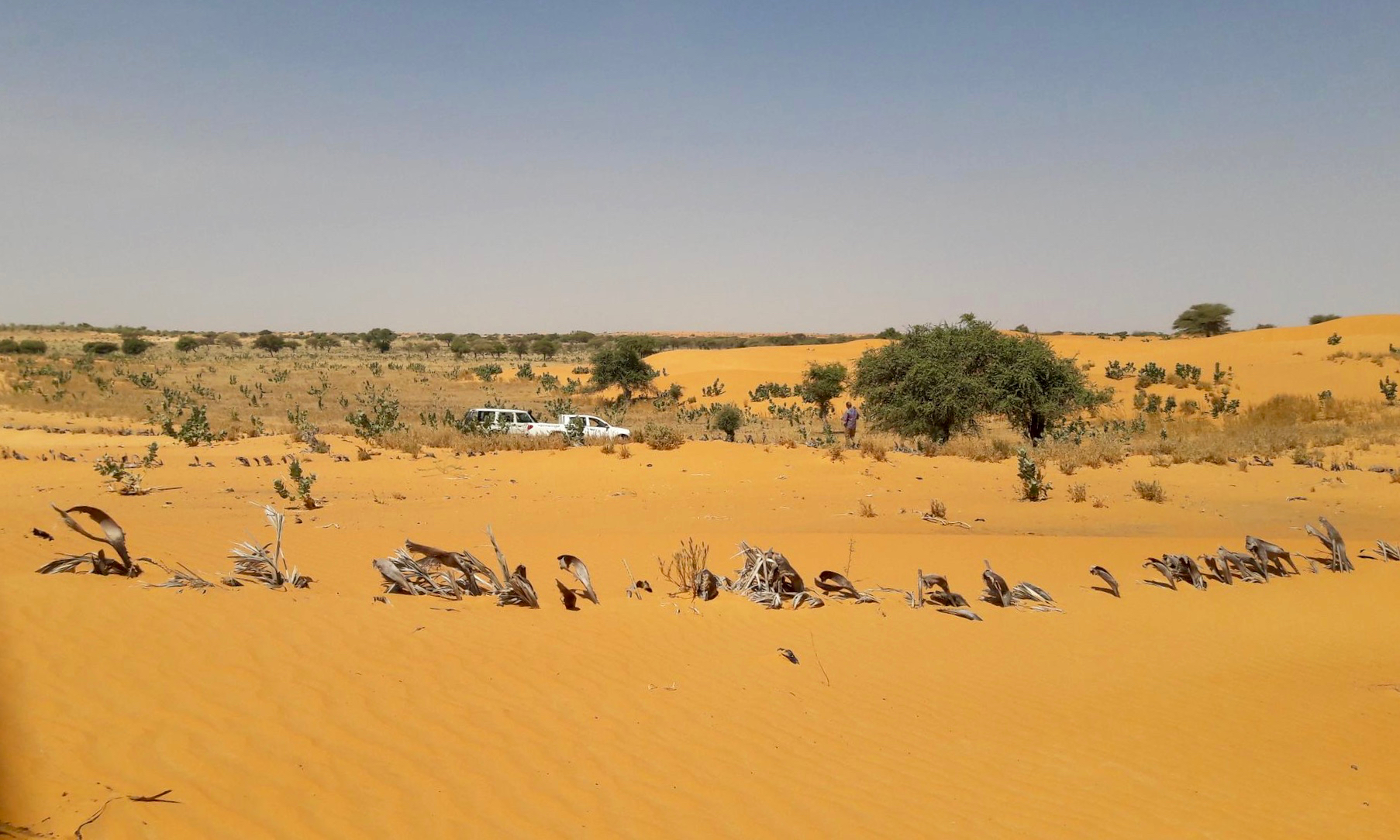
Landschaft der Mulden von Maïné-Soroa (2017)

Die Mulden von Maïné-Soroa (französisch cuvettes de Maïné-Soroa) sind ein weitläufiges System aus zwischen Dünen gelegenen fruchtbaren Senken in der Gegend der Stadt Maïné-Soroa in Niger.

## Geographie
Die Mulden von Maïné-Soroa bilden eine der agroökologischen Makrozonen Nigers. Ihr 100 km² großes Gebiet erstreckt sich über Teile der Gemeinden Maïné-Soroa, Bouné, Foulatari, Goudoumaria, Gouré und N’Guelbély in den Regionen Diffa und Zinder. Die feuchten, bewaldeten Mulden liegen in einer Dünenlandschaft und weisen braun-rote Böden und Vertisole auf. Das Grundwasser befindet sich durchschnittlich in einer Tiefe von 0,5 Metern.
Zu den bedeutenden Siedlungen in der Zone zählen:
- Ambouram Ali, Chéri, Farga, Gabtiari, Maï Lawan, Maïné-Soroa (Gemeindehauptort) und Mounouk in der Stadtgemeinde Maïné-Soroa,[3]
- Bassori und Karguéri in der Landgemeinde Bouné,[4]
- Foulatari (Gemeindehauptort) in der Landgemeinde Foulatari,
- Ari Boudiram, Djadjiri Canada, Djougoumaram, Garoua, Goudoumaria (Gemeindehauptort), Guirsilik, Kadella Boua Canada, Karagou Mandaram, Kilakam, Kodjiméri, Kouloumfardou, Kousséri Koura, Kri Bitoa Kaday und Sissi in der Landgemeinde Goudoumaria,[3]
- Kilakinna, Nguel Kouri, Soubdou und Yari in der Stadtgemeinde Gouré[4] sowie
- Goudéram in der Landgemeinde N’Guelbély.[3]

Der 410 m hohe Hügel Daoum ist eine landschaftlich dominierende Erhebung in der Dünenlandschaft.

## Wirtschaft
In den Mulden von Maïné-Soroa werden Gemüse mittels Bewässerung sowie Obst angebaut. Die landwirtschaftlichen Aktivitäten sind durch Versandung, Versalzung und einen sinkenden Grundwasserspiegel gefährdet. Zum Schutz der Mulden wurden verschiedene Maßnahmen gesetzt.